# 1963年ウィンブルドン選手権
1963年 ウィンブルドン選手権（1963ねんウィンブルドンせんしゅけん、The Championships, Wimbledon 1963）に関する記事。イギリス・ロンドン郊外にある「オールイングランド・ローンテニス・アンド・クローケー・クラブ」にて開催。

## シード選手

### 男子シングルス
1. ロイ・エマーソン　（ベスト8）
2. マニュエル・サンタナ　（ベスト4）
3. ケン・フレッチャー　（2回戦）
4. チャック・マッキンリー　（初優勝）
5. マーティン・マリガン　（4回戦）
6. ピエール・ダーモン　（2回戦）
7. ヤン＝エリック・ルンドクイスト　（4回戦）
8. マイケル・サングスター　（1回戦）

### 女子シングルス
1. マーガレット・スミス　（初優勝）
2. レスリー・ターナー　（4回戦）
3. アン・ヘイドン＝ジョーンズ　（ベスト4）
4. ダーリーン・ハード　（ベスト4）
5. ジャン・レヘイン　（ベスト8、途中棄権）
6. ベラ・スコバ　（3回戦、不戦敗）
7. マリア・ブエノ　（ベスト8）
8. レネ・シュールマン　（ベスト8）

### 男子ダブルス
1. ボブ・ヒューイット＆ フレッド・ストール
2. ロイ・エマーソン＆ マニュエル・サンタナ
3. チャック・マッキンリー＆ デニス・ラルストン
4. ボロ・ヨワノビッチ＆ ニコラ・ピリッチ

### 女子ダブルス
1. マーガレット・スミス＆ ロビン・エバーン
2. ダーリーン・ハード＆ マリア・ブエノ
3. レスリー・ターナー＆ ジャン・レヘイン
4. アン・ヘイドン＝ジョーンズ＆ レネ・シュールマン

### 混合ダブルス
1. フレッド・ストール＆ レスリー・ターナー
2. ケン・フレッチャー＆ マーガレット・スミス
3. デニス・ラルストン＆ アン・ヘイドン＝ジョーンズ
4. ロバート・ハウ＆ マリア・ブエノ

## 大会経過

### 男子シングルス
準々決勝
- ウィルヘルム・ブンゲルト vs.  ロイ・エマーソン　8-6, 3-6, 6-3, 4-6, 6-3
- チャック・マッキンリー vs.  ボビー・ウィルソン　8-6, 6-4, 6-2
- フレッド・ストール vs.  フランク・フローリング　9-7, 7-5, 6-4
- マニュエル・サンタナ vs.  クリスティアン・クーンケ　6-3, 6-4, 6-4

準決勝
- チャック・マッキンリー vs.  ウィルヘルム・ブンゲルト　6-2, 6-4, 8-6
- フレッド・ストール vs.  マニュエル・サンタナ　8-6, 6-1, 7-5

### 女子シングルス
準々決勝
- マーガレット・スミス vs.  レネ・シュールマン　3-6, 6-0, 6-1
- ダーリーン・ハード vs.  ジャン・レヘイン　6-1, 1-2 （途中棄権）
- アン・ヘイドン＝ジョーンズ vs.  ドナ・フェールズ　6-4, 6-1
- ビリー・ジーン・モフィット vs.  マリア・ブエノ　6-2, 7-5

準決勝
- マーガレット・スミス vs.  ダーリーン・ハード　6-3, 6-3
- ビリー・ジーン・モフィット vs.  アン・ヘイドン＝ジョーンズ　6-4, 6-4

## 決勝戦の結果
男子シングルス
- チャック・マッキンリー vs.  フレッド・ストール　9-7, 6-1, 6-4

女子シングルス
- マーガレット・スミス vs.  ビリー・ジーン・モフィット　6-3, 6-4

男子ダブルス
- ラファエル・オスナ＆ アントニオ・パラフォックス vs.  ピエール・ダーモン＆ ジャン・クロード・バークレー　4-6, 6-2, 6-2, 6-2

女子ダブルス
- ダーリーン・ハード＆ マリア・ブエノ vs.  マーガレット・スミス＆ ロビン・エバーン　8-6, 9-7

混合ダブルス
- ケン・フレッチャー＆ マーガレット・スミス vs.  ボブ・ヒューイット＆ ダーリーン・ハード　11-9, 6-4